# Maurice Ferares
Maurice Ferares (Amsterdam, 5 januari 1922 - aldaar, 18 december 2022) was een Nederlands musicus. Tijdens de Tweede Wereldoorlog was de Joodse Ferares actief binnen het communistisch verzet.

## Levensloop
Ferares was de enige zoon van de schoenmaker Frederik (Frits) Ferares (1886-1943) en Esther Ferares-Soesan (1894-1943). Zijn vader stamde af van Portugese Joden. Ferares volgde vanaf 1938 een opleiding tot violist aan het Conservatorium van Amsterdam. In diezelfde periode sloot Ferares zich aan bij de communistische CPH. In 1941 moest Ferares als gevolg van de anti-joodse maatregelen van de Duitse bezetter het conservatorium verlaten.
Al vroeg werd Ferares actief binnen het (communistisch) verzet. De eerste acties waren relatief onschuldig, het leggen van spijkers in de hoop Duitse soldaten een lekke band te bezorgen. Later verspreidde hij pamfletten onder soldaten van de Wehrmacht, waarin hen werd geroepen in opstand te komen. Daarnaast werden er op straat stencils verspreid en spandoeken opgehangen die opriepen tot verzet. 
Ferares besloot in juli 1942 onder te duiken. Hij was bij de eerste grote razzia in februari 1941 al bijna gearresteerd. Ferares zat op meerdere adressen bij partijgenoten ondergedoken. Het grootst deel van de tijd, bijna twee jaar, zat hij ondergedoken bij de familie van zijn half-Joodse vriendin. Vanuit zijn raam van zijn schuiladres zag hij hoe de Joodse bewoners uit de buurt werden weggevoerd. Ook Ferares' vader en moeder overleefden de oorlog niet.
Op de eerste partijbijeenkomst die Ferares na de oorlog bijwoonde botste hij met de nieuwe CPN-leider Paul de Groot. Hij vroeg zich af waarom de communisten met een Nederlandse vlag rondliepen en het Wilhelmus zongen, waarop De Groot hem fascist noemde. Ferares had vooral moeite met de standpunt van de CPN dat Indonesië niet onafhankelijk mocht worden. Hij stapte in 1946 over naar de Revolutionair Communistische Partij, een splinterpartij bestaande uit trotskisten. Na de opheffing van de RCP sloot Ferares zich aan bij de Partij van de Arbeid met als doel de partij van binnen uit te hervormen. Nog weer later wisselde Ferares de PvdA in voor de Socialistische Partij.
Als violist speelde Ferares na de oorlog in de Hoofdstadoperette en meerdere revue-orkesten. Ook werd hij secretaris van de Nederlandse Toonkunstenaars Bond, de vakbond voor beroepsmusici. In 1991 verscheen een autobiografisch boek over de oorlog met de titel Violist in het verzet. Daarna publiceerde hij meer werk: Het Latrinecommando (1993), Het Avondconcert (1999), De wraak van de onderduiker (2012) en Ik wacht nog steeds (2014).